# Dany Danielle
Dany Danielle ou Dany Daniel , de son vrai nom Danielle Raher (née à Paris le 21 septembre 1946) est une chanteuse et actrice française, active dans les années 1960 et 1970.

## Biographie
Dany commence sa carrière de chanteuse en 1966, sort son premier disque La Fête à la grenouille chez Barclay.
Lors de l'émission "Le Palmarès des chansons" du 28/10/1965,  Dany Danielle interprète "Le temps du muguet", accompagnée par l'orchestre de Raymond Lefèvre. 
En 1970, elle co-présente avec Sylvain Deschamps la sélection française pour le Concours Eurovision de la chanson 1970 qui est remporté par Guy Bonnet avec sa chanson Marie Blanche.